# Poolworks
Die Poolworks (Germany) Ltd. (bis August 2009 studiVZ Ltd., bis Mai 2011 VZnet Netzwerke Ltd., bis Juni 2012 VZ Netzwerke Ltd.) ist ein Unternehmen für webbasierte soziale Netzwerke, das von 2007 bis 2012 zur Verlagsgruppe Georg von Holtzbrinck gehörte. Sie gründete am 11. November 2005 das Online-Projekt studiVZ für die Zielgruppe der Studenten. Im Februar 2007 startete zudem der Ableger für Schüler als schülerVZ und ein Jahr später der dritte ohne spezielle Zielgruppe als meinVZ. Im August 2009 benannte sich das Unternehmen in VZnet Netzwerke Ltd. um und verzeichnete im Juli 2010 rund 17 Mio. Mitglieder. Im September 2011 hatten die VZ-Netzwerke noch 8 Mio. Mitglieder;
im August 2012 verzeichneten die VZ-Netzwerke noch ca. 2,8 Mio. Mitglieder. Seit Anfang 2013 werden die Nutzerzahlen nicht mehr von der IVW erfasst. 2015 hatten die VZ-Seiten insgesamt 1 Mio. aktive Benutzer. Im April 2013 wurde schülerVZ geschlossen, im März 2022 studiVZ und meinVZ.
Die Gesellschaft wurde bis zur Übernahme durch Momentous Entertainment Group (MMEG) im Jahr 2017 letztlich von der US-amerikanischen Kapitalbeteiligungsgesellschaft VERT Capital Inc. beherrscht. Im Jahr 2013 hat Poolworks einen Verlust von 3 Mio. Euro erwirtschaftet und ist (aufgrund eines Überschusses der Schulden über das Vermögen) abhängig von der fortgesetzten finanziellen Unterstützung durch die Muttergesellschaft, um im Rechnungswesen das Fortführungsprinzip (Going Concern) aufrechtzuerhalten. Im Jahr 2014 hat Poolworks einen Verlust von 2 Mio. Euro erwirtschaftet.
Die poolworks (Germany) Ltd. hat am 7. September 2017 Insolvenz beim Amtsgericht Berlin-Charlottenburg angemeldet.

## Geschichte

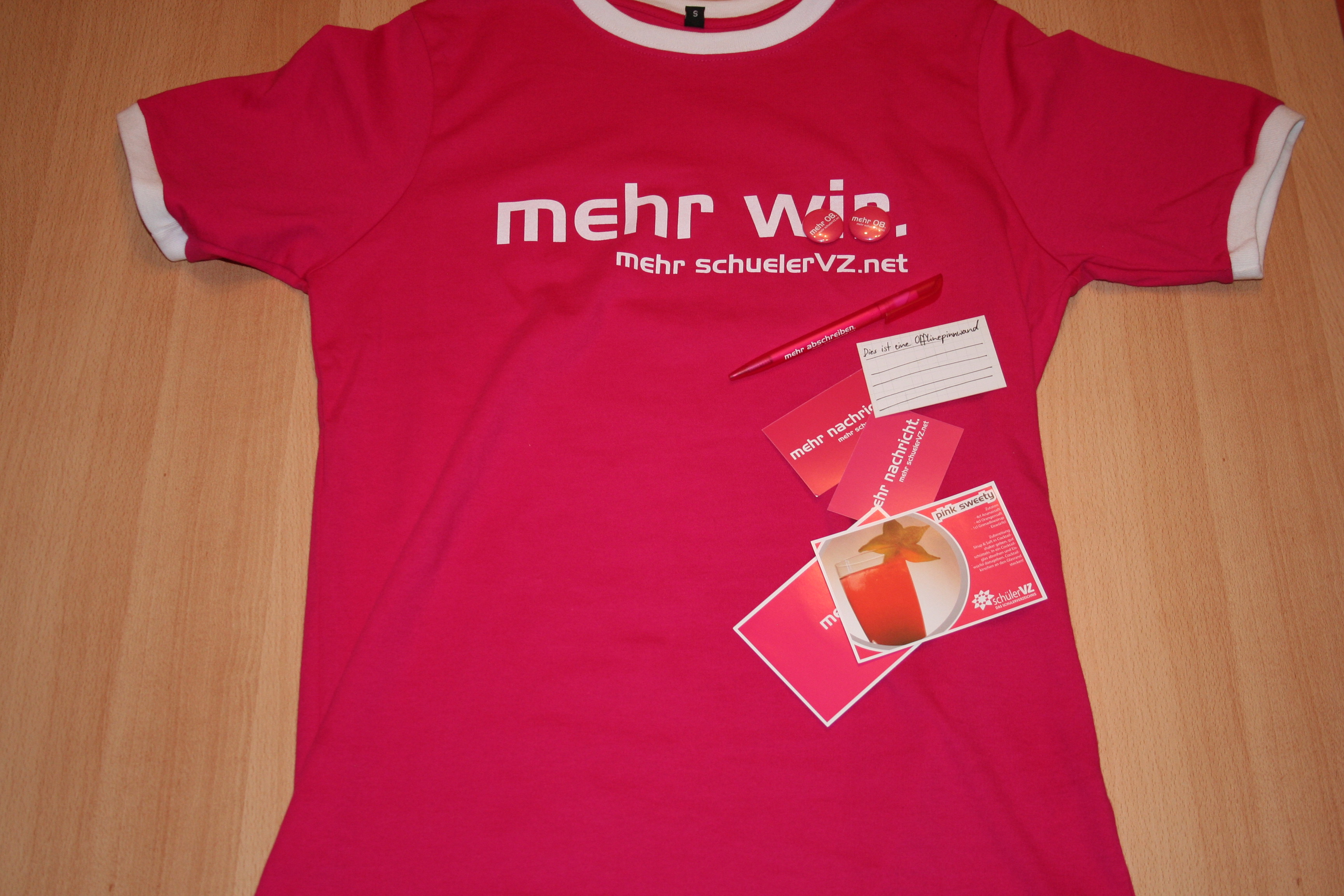
Diverse Artikel

Logo

Die damalige studiVZ Ltd. wurde als Private Limited Company by Shares (Ltd.) nach britischem Recht mit formellem Hauptsitz in Birmingham und sogenannter Zweigniederlassung (faktischem Sitz) in Berlin gegründet. Ehssan Dariani (CEO) und Dennis Bemmann (CTO) hatten studiVZ Ende Oktober 2005 gegründet. Dariani schied im März 2007 als Geschäftsführer aus und sollte nach einer Umwandlung von studiVZ in eine Gesellschaft mit beschränkter Haftung (GmbH) in den Aufsichtsrat wechseln. Zu der GmbH-Umwandlung kam es jedoch nie.
Die Gründer des Merchandising-Dienstes Spreadshirt Lukasz Gadowski und Matthias Spiess stellten jeweils die ersten 5000 Euro Startkapital bereit. Verschiedene Gesellschafter haben später nach eigenen Angaben von studiVZ insgesamt 2,5 Millionen Euro in den Aufbau von studiVZ eingebracht.
Größter Investor war im August 2006 die Holtzbrinck Ventures GmbH mit zwei Millionen Euro. Weitere Gesellschafter waren die folgenden Personen oder Unternehmen, die zusammen etwa 500.000 Euro eingebracht haben: Aaron Voloj Dessauer, Christian Vollmann, Christophe Maire, Dario Suter, European Founders Fund GmbH (Marc, Oliver und Alexander Samwer), Kolja Hebenstreit, Oliver Jung, Peter Schüpbach.
Das Unternehmen wurde am 2. Januar 2007 vollständig von Holtzbrinck Digital Strategy (früher: Holtzbrinck Networks) übernommen, welche zum Holtzbrinck-Konzern gehört. Über den genauen Kaufpreis wurde Stillschweigen vereinbart. Laut Focus habe der Axel-Springer-Verlag in letzter Minute selbst noch 120 Millionen Euro geboten.
Von März 2009 bis Februar 2010 war Markus Berger-de León Chef des Unternehmens. Er leitete zuvor unter anderem das Online-Auktionshaus my-hammer.de und war fünf Jahre beim Klingeltonanbieter Jamba tätig. Dem Führungswechsel ging ein Umbruch voraus, bei dem auch die beiden Gründer Dennis Bemmann und Michael Brehm Ende 2008 ihre Aufgaben im Vorstand niederlegten. Bemmann ist Mitgründer des Unternehmens, Brehm stieß wenige Monate nach dem Start im Juni 2006 dazu. Während im August 2007 rund 140 Mitarbeiter für die VZ-Netzwerke arbeiteten, kümmerten sich im Frühjahr 2010 rund 300 Mitarbeiter um die Plattformen.
Im Oktober 2009 benannte sich die studiVZ Ltd. in VZnet Netzwerke Ltd. um. Von Februar 2010 bis 2011 war Clemens Riedl CEO der VZnet Netzwerke.
Im September 2011 kündigte das Unternehmen eine Neuausrichtung an, die zu einer Stabilisierung der Nutzerzahlen führen sollte. Dabei wollen die VZ-Netzwerke besser auf die Bedürfnisse der Mitglieder eingehen. Geplant ist auch eine Umbenennung von meinVZ in freundeVZ.
studiVZ Ltd. hat sich die Begriffe gruscheln und studiVerzeichnis beim Deutschen Patent- und Markenamt als Wortmarke schützen lassen. Im Juli 2010 verzeichneten die drei sozialen Netzwerke studiVZ, meinVZ und schülerVZ insgesamt rund 17 Millionen Mitglieder. Allerdings verloren alle drei Netzwerke seit 2010 massiv an Besuchern, während die Verbreitung des Konkurrenten Facebook in Deutschland seitdem stark zunahm. Zwischen Juni 2010 und Juni 2011 sank die Zahl der Seitenaufrufe von 11,4 Milliarden auf 3,2 Milliarden. Im Juni 2012 konnten die VZ-Netzwerke nur noch 656 Millionen Seitenaufrufe bei 40 Millionen Besuchen registrieren.
Mitte 2012 verkaufte der Holtzbrinck-Verlag seine Anteile des Unternehmens an die Investmentgesellschaft Vert Capital, inzwischen firmierte sich die VZ-Netzwerke zu poolworks (Germany) Ltd. um.
Im Juni 2012 wurde angekündigt, dass schülerVZ Ende des Jahres unter der Adresse Idpool.de neugestartet werde. Dies wurde jedoch nicht umgesetzt und schülerVZ am 30. April 2013 geschlossen. Poolworks hat 2013 einen Verlust von 3 Mio. Euro gemacht und Verbindlichkeiten von 40 Mio. Euro, jedoch nur Vermögenswerte von 20 Mio. Euro gehabt.
Im März 2014 hat Poolworks in einem Blog-Beitrag Gerüchten über die Schließung weiterer Plattformen widersprochen und eine komplette Überarbeitung ab April angekündigt.
Im Mai 2016 wurde bekannt, dass Holtzbrinck die ehemalige Tochter Poolworks wegen einer Forderung von 3 Mio. EUR vor dem Berliner Landgericht verklagt hat. Poolworks verlor den Prozess.
Ende November 2016 wurde bekannt, dass das Unternehmen für 10 Mio. US-Dollar an das amerikanische Medienunternehmen Momentous Entertainment Group (MMEG) verkauft werden soll. Der Verkauf wurde jedoch noch nicht wie geplant zum Jahreswechsel 2016/2017 vollzogen. Nach Informationen von MMEG sei eine Einigung mit dem Hauptgläubiger von Poolworks über den Verkauf erzielt worden.
Am 7. September 2017 meldete Poolworks Insolvenz an.

## Projekte

Das Logo von studiVZ

Das Logo von schülerVZ

Das Logo von meinVZ

### Nutzung
Die drei VZnet Netzwerke zählten im Juli 2010 mehr als 17 Millionen registrierte Mitglieder. Im ersten Quartal 2008 hatte studiVZ rund 5,5 Millionen Unique User und gehörte damit zu den erfolgreichsten Onlinemedien in Deutschland. Seit Mai 2007 lässt studiVZ seine Seitenaufrufe und die Reichweite von der IVW messen. Im Berichtsmonat Januar 2009 erreichten studiVZ, schülerVZ und meinVZ zusammen über 11,2 Milliarden Einzelseitenaufrufe und 385,3 Millionen Einzelbesuche, im April 2011 verzeichneten die VZ-Netzwerke 4,6 Milliarden Page Impressions und 226,9 Millionen Visits.
schülerVZ war in seiner Nutzung auf Schüler ab zehn (früher zwölf) Jahren beschränkt, das Anlegen eines Kontos nur durch Einladung eines Mitglieds möglich. Erwachsene waren von der Nutzung ausdrücklich ausgeschlossen. Die Website hatte Mitte Januar 2010 5,6 Millionen Nutzer, das waren knapp 84 Prozent der insgesamt etwa 7 Millionen deutschsprachigen Schüler der Altersstufe. Nach einer Statistik vom Januar 2008 erreichte die Seite bei 2,7 Millionen Benutzern 111 Millionen Aufrufe, woraus man schließen konnte, dass im Durchschnitt jedes Mitglied seine Seite täglich aufgerufen hatte.

### Geschäftsmodell
Die Nutzung der VZ-Netzwerke war kostenlos. Auf den Websites wurde Werbung eingeblendet, was anfangs nicht der Fall war. Die Vermarktung von Werbeplätzen auf den Netzwerken übernimmt die iq digital media marketing GmbH, eine Tochter der Handelsblatt-Verlagsgruppe. Des Weiteren sollte durch Community-Werbung in Form von Telegrammen und Werbung in gesonderten Gruppen Umsatz generiert werden. Über den Bereich Einstieg sollten potenzielle Arbeitgeber den Studierenden vorgestellt werden. Laut Profit-and-Loss-Account zum Geschäftsjahr 2008 lag der Verlust auf gleicher Höhe wie der Umsatz, die Einnahmen deckten also nur die Hälfte der Kosten.

### Technik
Die VZ-Netzwerke liefen auf Linux-Servern unter Verwendung von PHP, MySQL-Datenbanken, Memcache-Server und Apache-Webservern. In Spitzenzeiten verarbeitete das gesamte Informationssystem 150 000 Anfragen pro Sekunde, wobei eine Datenübertragungsrate von 5400 MBit/s erreicht wird. Das Hosting erfolgte in einem Rechenzentrum der Telefónica Deutschland.

### Soziales Engagement
Die VZnet Netzwerke unterstützten diverse namhafte karitative Projekte. Gemeinnützigen und wohltätigen Organisationen wurden beispielsweise kostenfrei Edelprofile zur Verfügung gestellt. Zudem wurde ihnen die Möglichkeit gewährt, auf der Webseite um Unterstützung und Spenden zu bitten.
Gemeinsam mit der Deutschen Knochenmarkspenderdatei motivierten die VZnet Netzwerke bis zum 21. Oktober 2009 beispielsweise mehrere Tausend ihrer Mitglieder, sich als potentielle Knochenmarkspender für Leukämiepatienten typisieren zu lassen.
Der Aktion Deutschland Hilft, einem Zusammenschluss deutscher Hilfsorganisationen, ermöglichten die VZnet Netzwerke die Kommunikation mit ihren Mitgliedern über ein eigens eingerichtetes Edelprofil. Per SMS konnten die VZ-Mitglieder für die Opfer der verheerenden Erdbeben in Indonesien und der Taifune in Vietnam und auf den Philippinen spenden.
Gemeinsam mit der Aktion Deutschland Hilft und dem gemeinnützigen Dienstleister spendino sammelten die VZ-Netzwerke im Januar 2010 zudem Spenden für die Opfer des schweren Erdbebens in Haiti.
Zum sozialen Engagement der VZnet Netzwerke zählte nicht zuletzt die Unterstützung für das Start-Up 2aid.org. Gemeinsam mit der Non-Profit-Organisation rief das Berliner Internetunternehmen seine Mitglieder im November 2009 dazu auf, für den Bau von sieben Brunnen in der Region Nakaseke in Uganda zu spenden, um die dort drohende humanitäre Katastrophe abzuwenden. Eine Gruppe mit Spezialfunktionen diente als Kommunikationsplattform.

## Rezeption
Gerade für Jugendliche sind viel ältere Plattformen als SchülerVZ vorhanden (wie tivi-Treff (ZDF-Kinderfernsehen), der Chat des öffentlich-rechtlichen Jugendradios Ö3 oder LizzyNet speziell für Mädchen). SchülerVZ war (etwa im Vergleich zu MySpace) mit wenigen Features ausgestattet. Als Grund wird der Ansatz gesehen, dass die Zuordnung der Mitglieder über die besuchte Schule erfolgte, so dass ein Schüler auch andere Schüler seiner Schule kennenlernen konnte, ohne den für Jugendliche problematischen Weg der direkten Ansprache gehen zu müssen. Gerade die Sicherheit, dass keine Erwachsenen „Zutritt“ zu der Community haben, war nach Aussagen des Medienpädagogen Markus Gerstmann vom Bremer ServiceBureau Jugendinformation ein Faktor des Erfolgs, und auch als pädagogisch durchaus wertvoll zu sehen – die nötige Sorgfalt im Umgang mit Informationen, aber auch mit Menschen an sich vorausgesetzt.
In der Vergangenheit wurde insbesondere in Blogs und Onlinemagazinen von verschiedenen größeren Zeitungen Kritik am Verhalten der Betreiber geübt. Dies ging so weit, dass Ende 2006 sogar Studentenvertreter vor der Benutzung von studiVZ warnten.
Daraufhin begann studiVZ Anfang 2007 mit der Diskussion eines Verhaltenskodex, dem eine Änderung der Allgemeinen Geschäftsbedingungen (AGB) und technische Verbesserungen folgten. Seit Mai 2007 ist studiVZ zudem Mitglied der Freiwillige Selbstkontrolle Multimedia-Diensteanbieter e. V. (FSM).
Um Phänomenen wie Stalking und Mobbing vorzubeugen, hatte der Betreiber eigens ein rund hundertköpfiges Supportteam eingerichtet, das Verstöße gegen den recht restriktiven Verhaltenskodex umgehend ahndet.
Im Dezember 2009 öffneten sich die VZ-Netzwerke auf Basis der Technologie OpenSocial für Applikationen externer Anbieter. Im Januar 2010 veröffentlichten die VZ-Netzwerke Zahlen, die den schnellen Erfolg ihres speziell auf die Sicherheitsinteressen der 17 Millionen Mitglieder hin ausgerichteten OpenSocial-Konzepts erkennen ließen.

### Bedenken bezüglich Datenschutzes

Logo der eigenen Datenschutzkampagne

Im Februar 2008 wurde studiVZ von der Verbraucherzentrale Bundesverband (vzbv) abgemahnt, weil die vzbv den Umgang mit persönlichen Informationen der Nutzer für rechtswidrig hält. Im November 2009 gab der Verbraucherzentrale Bundesverband (vzbv) bekannt, dass die VZnet Netzwerke, gemeinsam mit fünf weiteren sozialen Netzwerken, eine Unterlassungserklärung für mehr Datenschutz unterzeichneten.

#### Personalisierte Werbung
Nach dem Verkauf der Plattform an die Holtzbrinck-Gruppe wurden die Allgemeinen Geschäftsbedingungen überarbeitet. Die neuen Allgemeinen Geschäftsbedingungen räumten studiVZ die Möglichkeit zur Personalisierung von Werbeinhalten ein. Dies ermöglichte es Werbekunden, ihre Zielgruppe ohne größere Streuverluste direkt anzusprechen. Die Nutzer konnten den neuen Bedingungen erst bis zum 9. Januar, später bis zum 8. Juli 2008 zustimmen, um ihr Benutzerkonto weiterhin nutzen zu können. Die Änderung der Allgemeinen Geschäftsbedingungen löste anfangs Diskussionen unter Nutzern und in den Medien aus. Das Unternehmen hat die Kritik weitestgehend entkräftet.

#### Herausgabe von persönlichen Daten an Ermittlungsbehörden
Die VZ-Netzwerke waren gesetzlich verpflichtet, Ermittlungsbehörden bei begründeten Anfragen Daten verdächtigter Mitglieder mitzuteilen. Dieser Verpflichtung konnte der Betreiber seit der Änderung der Allgemeinen Geschäftsbedingungen im Dezember 2007 nachkommen. Den Ermittlungsbehörden werden jedoch prinzipiell nur Nutzungsdaten von denjenigen Mitgliedern übertragen, die der Speicherung ihrer Daten nicht widersprochen haben. Der damalige Geschäftsführer Markus Riecke erklärte hierzu: „Wir stehen da zwischen den Fronten. Auf der einen Seite der Datenschutz, auf der anderen Seite die Ermittler. Das Telemediengesetz verbietet uns, ohne Zustimmung der Nutzer Nutzungsdaten zu speichern. So hat der BGH vorigen Herbst entschieden. Die Kripo- und LKA-Beamten verlangen aber genau diese Daten von uns, die wir laut Datenschützern nicht speichern dürfen. Deshalb haben wir die Nutzer der Speicherung der Nutzungsdaten zustimmen lassen. […] Gott sei Dank dürfen wir bei Ermittlungsersuchen solche Daten nun herausgeben. Nutzungsdaten speichern wir bei allen Nutzern, die uns das erlaubt haben, durch ihre Einwilligung.“

#### Missbrauchsgefahr durch Dritte
Websites, auf denen viele persönliche Benutzerdaten angegeben werden können, bergen grundsätzlich die Gefahr, dass unberechtigte Dritte Data-Mining betreiben. So war es beispielsweise zwei Studenten am MIT-College möglich, mithilfe eines automatischen Skripts über 70.000 Facebook-Profile herunterzuladen.
Auch für studiVZ wurde befürchtet, dass durch Kombination der Daten mit anderen sozialen Netzwerken Identitätendiebstahl möglich ist. Tatsächlich gelang es am 9. Dezember 2006, die öffentlich zugänglichen Daten von über einer Million studiVZ-Profilen herunterzuladen und eine Analyse der Profilinformationen zu erstellen. Des Weiteren wurde ein Programm veröffentlicht, welches es ermöglichte, alle frei zugänglichen Daten zu speichern und Freundschaftsverbindungen grafisch darzustellen. Solche automatisierte Angriffe wurden mithilfe von Captchas seit Dezember 2006 stark erschwert.
Im Februar 2007 gab es einen weiteren Angriff auf die Website, bei dem es gelungen sein soll, unmittelbaren Zugriff auf die Datenbank des Systems zu erhalten und so auch an nicht öffentliche Daten wie Passwörter und E-Mail-Adressen der Nutzer zu gelangen. studiVZ setzte daraufhin die Passwörter aller Mitglieder zurück und nahm die Seite mehrere Stunden vom Netz.
2009 wurde ein Programm veröffentlicht, mit dem die Captchas der VZ-Netzwerken automatisch gelöst werden konnten. Die Captchas sind zwischenzeitlich von den VZ-Seiten wieder verschwunden. Bekannt wurden drei Fälle aus dem Oktober 2009, bei denen mehrere Millionen Profile der verschiedenen VZ-Netzwerke, insbesondere des SchülerVZ, mithilfe eines Skriptes heruntergeladen worden sein sollen. Durch das Ausnutzen verschiedener Sicherheitslücken in den VZ-Netzwerken war es bis Juli 2009 auch möglich als „privat und nur für Freunde sichtbar“ gekennzeichnete Daten abzugreifen. Eine entsprechende Datensammlung mit über 100.000 Datensätzen ist im Oktober 2009 aufgetaucht. Die genauen Umstände und Inhalte der Kontakte zwischen den VZnet Netzwerken und dem Datensammler, sowie den Umständen und Gründen seiner Festnahme und seines Suizids in Haft sind unklar.

#### Privatsphäre
Dem Nutzer wurden Optionen angeboten, die es erlauben, den Zugriff auf sensible Informationen einzuschränken. Je nach Einstellungsoptionen für die Privatsphäre blieben nur bestimmte Informationen (bspw. der Name) für Betrachter des Profils sichtbar; für Freunde konnten weitere Details zugänglich gemacht werden. Beim Anlegen eines eigenen Fotoalbums konnte der Benutzer beispielsweise wählen, ob dieses Album nur für ihn, für alle Personen, mit denen er befreundet ist, oder für alle Benutzer sichtbar gemacht werden soll.
Anmelden konnte sich jeder, der über eine gültige E-Mail-Adresse verfügte. Bei neuregistrierten Nutzern waren prinzipiell alle Sicherheitseinstellungen aktiviert. Ihre Profildaten konnten erst einmal nur von Freunden eingesehen werden.

#### Gespeicherte Bilder
Die Verwaltung der von Benutzern in Fotoalben hochgeladenen Bildern gestaltet sich in Einzelfällen kritisch: studiVZ speichert diese Bilder in Verzeichnissen auf einem Webserver, wobei ein Teil der Bild-URL mithilfe eines Hash-Algorithmus bestimmt wird. Da die Bilder ansonsten ungeschützt sind, können sämtliche Bilder, auch die als privat markierten, von jedem Internetnutzer angesehen werden, dem die URL bekannt ist. VZ-Mitglieder sollten deshalb möglichst darauf verzichten, die URLs zu Bildern Unbefugten mitzuteilen oder im Internet zu veröffentlichen. Das Verlinken der Bilder auf anderen Webseiten wurde im Februar 2009 durch Referrer-Prüfung erschwert, jedoch wegen unsteter Ergebnisse sowie massiven Nutzerbeschwerden wieder ohne Referrer-Prüfung ermöglicht.

### Kritik am Geschäftsgebaren

#### Plagiatsvorwürfe
studiVZ wurde verdächtigt, ein bis in die Details von Funktion, Aufbau und Aussehen gehender Nachbau von Facebook zu sein. Sowohl Funktionsumfang als auch graphische Gestaltung ähnelten der amerikanischen Plattform stark. Bis Anfang Oktober 2006 war in allen Quelltexten der Seiten von studiVZ ein Verweis auf ein Stylesheet mit dem Namen myfb.css zu finden, was zu der Vermutung führte, es sei direkt von Facebook kopiert worden. Die Kontakt- und Grußfunktion mit dem Fantasiewort „Gruscheln“ erinnert an „Poking“ (deutsch anstupsen) auf Facebook oder das „Zublinzeln“ oder „Zulächeln“ auf Datingseiten; das zugehörige PHP-Skript wurde auch auf studiVZ anfänglich unter dem Namen poke.php ausgeführt. Eine Fehlermeldung hat außerdem die Benennung eines Programmordners mit dem Namen „fakebook“ zutage gebracht. Am 19. Juli 2008 reichte Facebook wegen des „Missbrauchs von Facebooks geistigem Eigentum“ Klage bei einem US-Bezirksgericht in San José (Kalifornien) ein. Eine weitere Klage wurde im November 2008 beim Landgericht Köln eingereicht. Dieses wies die Klage jedoch am 16. Juni 2009 als gegenstandslos zurück.

#### Domain-Grabbing
Im November 2006 wurde bekannt, dass die Geschäftsführung von studiVZ im Sommer ausländische Domains der deutschen Mitbewerber Unister und Studylounge (unter anderen unister.at und studylounge.co.uk) registriert hatte. Nach Veröffentlichung dieses in der Internetbranche als Domaingrabbing missbilligten Vorgehens entschuldigte sich studiVZ öffentlich und gab die Domains frei.

#### Abmahnverhalten
Auf Unverständnis stieß, dass studiVZ seine Markenrechte am VZ-Kürzel geltend machte. Das Unternehmen ging gegen Projekte wie BewerberVZ, FussballerVZ, PokerVZ, Abitur-VZ und FickenVZ vor. Für Aufregung sorgte, dass die Initiatoren des Projekts ErstiVZ, einer Seite von Studenten für Studienanfänger der Westfälischen Wilhelms-Universität in Münster, eine Kostennote von etwa 2.000 Euro erhielten. Andere Abmahnungen richteten sich ebenfalls an Projekte, die das Markenrecht von studiVZ verletzten.

### Kritik an der Kontrolle der Inhalte
Auf die Meldung bedenklicher Gruppen und Profile durch Benutzer der Plattform wurde nicht immer in der von den Kritikern erwarteten Form reagiert. So wurde am 23. November 2006 bekannt, dass eine Gruppe nur für Männer mit dem Ziel, jeden Monat die schönste Studentin zu wählen, existierte. In dem Gruppenforum wurden auch öffentlich in den Profilen angegebene Daten wie Name, Hochschule oder Bilder von einzelnen Studentinnen gepostet. Auf Beschwerden diesbezüglich hat studiVZ nicht mit einer Löschung reagiert. Daneben gab und gibt es nämlich vergleichbare Gruppen, in denen sich Studentinnen über die attraktivsten Männerprofile austauschten.
Auch bei dem Ableger schülerVZ gelang es möglicherweise nicht, sämtliche Inhalte zu kontrollieren. So erstattete der Vater einer Schülerin „Strafanzeige wegen der Verbreitung pornographischen Materials und wegen Volksverhetzung“.